# Pseudyrias dufayi
Pseudyrias dufayi är en fjärilsart som beskrevs av William Schaus 1933. Pseudyrias dufayi ingår i släktet Pseudyrias och familjen nattflyn. Inga underarter finns listade.